# رازبورای خال‌چشمی
رازبورای خال‌چشمی (نام علمی: Brevibora dorsiocellata) یک ماهی کوچک وابسته به خانواده است کپورماهیان، زیرخانواده Danioninae، است که با نام رازبورای ریزچشم، رازبورای خال‌خالی و خال‌چشمی نیز شناخته می‌شود که نام اخیر اشاره به خال مشکی روی باله پشتی آن دارد. این ماهی کوچک یک ماهی آکواریومی دوست‌داشتنی است و یکی از گونه‌هایی است که در کتاب درخشان Exotic Aquarium Fishes توسط دکتر ویلیام تی اینس معرفی و ذکر شده‌است.

## پراکنش
رازبورای خال‌چشمی بومی مالزی و سوماترا است. ساکن نهرها و آبگیرهای آب با pH اسیدی است.
از آنجا که شیمی آب زیستگاه طبیعی این ماهی شبیه زیستگاه کاملاً متفاوت در قاره دیگر، یعنی رودخانه‌های آب سیاه آمریکای جنوبی است، این گونه از نظر زیست‌محیطی در آکواریوم با ماهی‌هایی از آن زیستگاه‌ها سازگار است (به نگهداری و نگهداری آکواریوم در زیر مراجعه کنید).

## در آکواریوم
در حالی که شیمی آب زیستگاه رازبورای خال‌چشمی نسبتاً یکنواخت با pH بین ۶٫۰ تا ۶٫۵ و مقدار سختی آن بین ۰ تا ۱۲ درجه سانتیگراد است، اما گونه‌ها از نظر نگهداری عمومی در آکواریوم سازگارتر هستند و به خوبی نوسان PH و سختی آب را تحمل می‌کنند. عامل اصلی که باید در نظر گرفته شود این است که مانند بسیاری از گونه‌های پرجنب‌وجوش و فعال، این رازبورا بیش از حد متوسط به آب تمیز و فیلترشده برای حفظ سلامت مطلوب نیاز دارد. محدوده عادی دما معمولاً بین ۲۰ تا ۲۵ درجه سانتی‌گراد و برای تکثیر ۲۷ درجه سانتی‌گراد پیشنهاد می‌شود.

## تکثیر
تخم‌های بارور تقریباً ۲۴ تا ۳۶ ساعت طول می‌کشد تا در دمای ۲۷ به بچه ماهی تبدیل شوند. بچه‌ها در زمان تولد شفاف هستند، طول آنها حدود ۳ تا ۴ میلی‌متر است، اما ویژگی این گونه این است که بچه‌ماهی ۳ تا ۵ روز دیگر نیاز دارد تا کیسه زرده را قبل از شنای آزاد جذب کند (Innes، ۱۹۶۶، p. 180.1). پس از پایان این فرایند، نوزادان آزادانه شنا می‌کنند و در این مرحله باید به خوبی با آنفوزوئر زنده به مدت مدت ۱۴ روز تغذیه شوند، پس از آن نوزادان می‌توانند از بچه میگوی زنده تغذیه کنند. اگر به آنفوزوئر دسترسی نباشد، می‌توانید از غذاهای آماده بچه‌ماهی استفاده نمایید.
تقریباً ۱۰ تا ۱۲ هفته طول می‌کشد تا بچه ماهی‌ها به رازبورای خال‌چشمی بالغ تبدیل شوند.